# 1916年7月30日日食
1916年7月30日日食是一次日環食，發生於1916年7月30日（西半球為7月29日）。新月當天（即朔日），地球上觀測到月球和太阳的角距離極小，此時月球如果恰好在月球交點附近，穿過太阳和地球之間，與地球、太阳接近一直線，則會出現日食。月球穿過太阳和地球之間，但距地球較遠，本影未能接觸地表，而使偽本影覆蓋的區域內看到月球的角直徑小於太陽，就形成日環食，同時在偽本影兩側數千公里的半影範圍內形成日偏食。此次日環食經過了澳大利亚，日偏食則覆蓋了澳大利亚、馬來群島大部及周邊部分地區。

## 日食概況

### 出現區域
阿姆斯特丹島和科科斯（基林）群島之間的印度洋洋面在日出時最先看到日環食，此後月球偽本影向東偏北移動，又向東南斜貫澳大利亚，途中在南澳大利亚州中部偏西達到最大食分，最終在日落時分結束於南极洲以北、靠近國際日期變更線西側的洋面。環食帶均在國際日期變更線以西，在7月30日看到日環食。
偽本影經過的陸地依次包括：
- ：自西北向東南斜貫西澳大利亚州，擦過北領地西南角，斜貫南澳大利亚州，經過維多利亞州西部、塔斯馬尼亞州除東北和西南兩側外的大部，其中維多利亞州州府、當時的澳大利亚首都墨尔本位於環食帶北緣，其西郊能看到日環食。[3][4]

除了上述狹窄的環食帶內能看到日環食之外，月球半影覆蓋範圍內都能看到日偏食，包括中南半島南部、馬來群島除美屬菲律賓（今菲律宾）北部外的絕大部分、澳大拉西亞、美拉尼西亞中西部，及南极洲靠近澳大利亚的部分沿海地區。其中大部分位於國際日期變更線以西，在7月30日看到日食，剩下的部分在7月29日看到日食。

### 基本參數
- 類型：日環食
- 食甚中心處（位於澳大利亚南澳大利亚州中部偏西）資料：
  - 時間：1916年7月30日2:05:51.6
  - 地點：29°2.4′S 132°25.4′E / 29.0400°S 132.4233°E
  - 食分：0.9447（環食帶內最大）
  - 日環食持續時間：6分24.2秒

## 相關的日食

### 1913-1917年的日食
月球交替位於相對的月球交點時，以半個交點年（食年），即約177天又4小時間隔出現下列日食。
註：1913年4月6日和1913年9月30日的日偏食屬於上一組交點年系列。1916年12月24日、1917年6月19日的日偏食和1917年12月14日的日環食屬於下一組交點年系列。
| 降交點   | 降交點                   |          | 升交點                   | 升交點 |
| 沙羅周期 | 地圖                     | 沙羅周期 | 地圖                     |        |
| 114      | 1913年8月31日 偏食（北） | 119      | 1914年2月25日 環食       |        |
| 124      | 1914年8月21日 全食       | 129      | 1915年2月14日 環食       |        |
| 134      | 1915年8月10日 環食       | 139      | 1916年2月3日 全食        |        |
| 144      | 1916年7月30日 環食       | 149      | 1917年1月23日 偏食（北） |        |
| 154      | 1917年7月19日 偏食（南） |          |                          |        |

### 沙羅周期
沙羅周期長度為18年11天。本次日食屬於沙羅周期144，共包含70次日食，依次為1736年4月11日至1862年6月27日的8次日偏食、1880年7月7日至2565年8月27日的39次日環食、2583年9月7日至2980年5月5日的23次日偏食，總共歷時1244.08年。本周期並無日全食。
下表列舉了1901年至2100年間發生的屬於該周期的日食，是第11至21次：
| 11            | 12             | 13             |
| ------------- | -------------- | -------------- |
| 1916年7月30日 | 1934年8月10日  | 1952年8月20日  |
| 14            | 15             | 16             |
| 1970年8月31日 | 1988年9月11日  | 2006年9月22日  |
| 17            | 18             | 19             |
| 2024年10月2日 | 2042年10月14日 | 2060年10月24日 |
| 20            | 21             |                |
| 2078年11月4日 | 2096年11月15日 |                |

## 資料來源
1. ↑  樊忠玉. . 中国天文科普网.   [2016-04-01]. （原始内容存档于2014-09-17）.
2. 1 2  Fred Espenak. . NASA Eclipse Web Site.   [2016-04-01]. （原始内容存档于2020-10-23）.（英文）
3. ↑  Fred Espenak. . NASA Eclipse Web Site.   [2016-04-01]. （原始内容存档于2020-10-23）.（英文）
4. ↑  Xavier M. Jubier. .   [2016-04-01]. （原始内容存档于2016-10-26）.（法文）（英文）
5. ↑  Fred Espenak. . NASA Eclipse Web Site.   [2016-04-01]. （原始内容存档于2017-12-28）.（英文）
6. ↑  Fred Espenak. . NASA Eclipse Web Site.（英文）

## 外部連結
- NASA日食專頁（页面存档备份，存于）（英文）
- 可見區域圖和時間統計：由弗雷德·埃斯佩纳克做出的日食預報，NASA/GSFC
  - Google互動地圖呈現的日食範圍
  - 貝塞爾元素
- Google地圖顯示的日環食和日偏食範圍（页面存档备份，存于）（法文）（英文）

| \| \| 日食 \|                            |                              |                                            |
| 上一次日食： 1916年2月3日日食 （日全食） | 1916年7月30日日食 （日環食） | 下一次日食： 1916年12月24日日食 （日偏食） |
| 上一次日環食： 1915年8月10日日食         | 1916年7月30日日食 （日環食） | 下一次日環食： 1917年12月14日日食          |
|                                          | 日食                         |                                            |